# Asamblea de Clérigos Combatientes
La Asamblea de Clérigos Combatientes (en persa, مجمع روحانیون مبارز Maŷma'-e Rouhaniun-e Mobarez) es una asociación política clerical iraní fundada en 1988 como escisión de la Sociedad del Clero Combatiente de orientación reformista. Hasta 2005, fue liderada por Mehdí Karrubí. En la actualidad, preside su consejo central el expresidente Mohammad Jatamí y ejerce la secretaría general Mohammad Musaví Joeinihá.

## Historia
Tras la disolución en 1987 del Partido de la República Islámica por haberse cumplido su objetivo (establecer una república islámica en Irán), la Asamblea de Clérigos Combatientes (ACC) se fundó con vistas a la elección de la tercera Asamblea Consultiva Islámica sobre la escisión de la Sociedad del Clero Combatiente (Rohaniat) de sus elementos más izquierdistas, partidarios del gobierno del primer ministro Mir Hosein Musaví (1981-1989) y liderados por Mehdí Karrubí y Mohammad Musaví Joeinihá. Entre los detonantes de la escisión estuvo la exclusión de Seyed Mahmud Doaí y Fajroddín Heyazí de las listas electorales de Rohaniat, interpretada por Karrubí como una desviación de la organización de su trayecto revolucionario inicial. La nueva formación recibió el beneplácito escrito del ayatolá Jomeini y obtuvo un holgado triunfo en las elecciones, llevando a su dirigente Karrubí a la presidencia de la cámara legislativa.
En marzo de 1988, el ayatolá Jomeini escribió: «La escisión de una organización para expresar convicciones con independencia no constituye una discordancia. La discordancia se da en el momento en que, no quiera Dios, cada cual llega a insultar al otro para promocionar sus opiniones lo que, por lo que yo conozco de los clérigos al cargo de la Revolución –gracias a Dios– no ha ocurrido. Yo rezo por ustedes y por todos aquellos cuyo corazón late por el Islam querido, y pido a Dios Altísimo el éxito para estos señores».
En sus orígenes, la organización era de corte más radical y populista que reformista, y advocaba «la exportación de la revolución y el monopolio estatal sobre la economía» antes que, como haría más adelante, la democracia o la libertad de expresión.

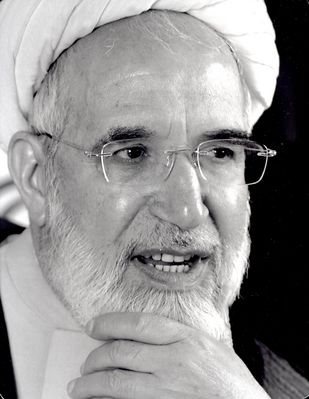
Mehdí Karrubí, primer secretario general de la ACC.

El primer consejo central de la Asamblea tuvo como secretario general a Mehdí Karrubí y, como miembros fundadores, a Mohammad Musaví Joeinihá, Mohammad Reza Tavassolí, Hasán Saneí, Emam Yamaraní, Yalalí Jomeiní, Seyed Mohammad Jatamí, Sadeq Jaljalí, Rasul Montajabniá, Asadollah Bayat, Seyed Mohammad Hashemí, Mohammad Alí Ansarí, Mohammad Sadduqí, Mohammad Alí Rahmaní, Seraŷoddín Musaví, Abdolvahed Musaví Larí, Alí Akbar Ashtianí, Naser Qavvamí, Mohammad Alí Nezamzadé, Mohammad Alí Abtahí, Hadí Ghaffarí, Asadollah Kian Ersí, Seyed Hamid Rouhaní, Mahmud Doaí, Seyed Taqí Darcheí e Isá Valaí.
La influencia de la Asamblea de Clérigos Combatientes sobre el ejecutivo y el legislativo quedó notablemente mermada tras la designación de Alí Jameneí, miembro de la Sociedad del Clero Combatiente, como jefe del estado; el final de la guerra; la reforma de la Constitución con la eliminación del puesto de primer ministro y traspaso de sus competencias al presidente (Rafsanyaní, también miembro de la SLC); y la instauración del principio de «supervisión aprobatoria» (nezârat-e estesvâbí) al ejercer el Consejo de Guardianes una potestad de veto sobre las candidaturas a la cuarta cámara legislativa (1992-1996).
Tras el veto de la candidatura de numerosos miembros de la ACC en las elecciones legislativas de 1992, la Asamblea emitió un comunicado de protesta anunciando su boicot de las elecciones, comunicado que ningún periódico publicó. De ahí surgió la iniciativa de lanzar el periódico Salam, que durante cerca de una década constituyó la tribuna principal del ala izquierda de la clase política de la República Islámica de Irán, hasta que la publicación de una carta confidencial de Saíd Emamí (agente del Inteligencia acusado de estar implicado en los «asesinatos en cadena» de intelectuales acaecidos entre 1988 y 1998) provocó su procesamiento y clausura por el Tribunal Especial del Clero.
En las elecciones legislativas de 1996, el Consejo de Guardianes volvió a vetar gran número de candidaturas en razón de «falta de compromiso» con el islam o con el principio político de la «tutela del alfaquí», y la ACC volvió a retirarse de los comicios.
La inesperada victoria de Mohammad Jatamí en la elección presidencial de 1997 y el lanzamiento en torno al presidente del Frente de Participación del Irán Islámico, con su notable triunfo en las legislativas de 2000, volvió a reducir el papel de la Asamblea de Clérigos Combatientes como referencia de la izquierda islámica iraní. Aun así, Mehdí Karrubí logró obtener un escaño por Teherán y reunió el consenso del Frente de Participación del presidente Jatamí y de la Organización de los Muyahidines de la Revolución Islámica para hacerse con la presidencia de la Asamblea Consultiva Islámica de legislación. Sin embargo, la gestión de Karrubí de los numerosos conflictos ocurridos en la legislatura suscitó muchas críticas en los sectores reformistas.
La Asamblea participó de nuevo en las legislativas de 2004, sin éxito reseñable. Y, tras la presidencial de 2005, Mehdí Karrubí se separó de la Asamblea para formar su propio partido (Confianza Nacional), quejándose del escaso apoyo obtenido como candidato en la cita electoral. Tras la retirada de Karrubí, fueron designados como presidente del consejo de orientación política el expresidente Mohammad Jatamí y, como secretario general, Mohammad Musaví Joeinihá. La ACC, con una línea ya centrada en la limitación del poder político del clero y el desarrollo de las libertades individuales (aunque no hasta el punto de «conducir al secularismo o al liberalismo»), apoyó en la elección de 2009 la candidatura de Mir Hosein Musaví y, en las horas siguientes al anuncio de los resultados, acusó a la administración saliente de acusaciones de fraude y reclamó la anulación de los resultados, lo que provocó peticiones de que se revocara el permiso de actividad política de la Asamblea y acusaciones de «actuar como los sionistas» y de «haberse unido a los antirrevolucionarios» por parte de la agencia de noticias Fars. En agosto de 2010, la Asamblea eligió como nuevo secretario general a Alí Akbar Mohtashamipur.